# Səbail Baku
Səbail FK – azerski klub piłkarski, mający siedzibę w Baku.

## Historia
Został założony w Baku 15 sierpnia 2016 roku. W sezonie 2016/17 startował w Birinci Divizionu, w której zajął drugie miejsce i awansował do Premyer Liqası. W sezonie 2017/18 zadebiutował w rozgrywkach najwyższej ligi, w której zajął siódme miejsce.

## Sukcesy

### Trofea krajowe
| \| \| Zdobyte trofea w rozgrywkach Azerbejdżanu (stan na: 31-05-2018) \| |                                                                 |      |          |
| Rozgrywki                                                                | Osiągnięcie                                                     | Razy | Sezon(y) |
| Mistrzostwo                                                              | I miejsce                                                       | 0    |          |
| Mistrzostwo                                                              | II miejsce                                                      | 0    |          |
| Mistrzostwo                                                              | III miejsce                                                     | 1    | 2018/19  |
| Puchar                                                                   | zdobywca                                                        | 0    |          |
| Puchar                                                                   | finalista                                                       | 0    |          |
| Puchar                                                                   | ćwierćfinalista                                                 | 1    | 2017/18  |
| II liga                                                                  | I miejsce                                                       | 0    |          |
| II liga                                                                  | II miejsce                                                      | 1    | 2016/17  |
| II liga                                                                  | III miejsce                                                     | 0    |          |
| Azerbejdżan                                                              | Zdobyte trofea w rozgrywkach Azerbejdżanu (stan na: 31-05-2018) |      |          |

## Stadion
Mecze domowe rozgrywa na stadionie Bayıl Arena w Baku, który może pomieścić 5000 widzów.

## Europejskie puchary
Legenda do wszystkich tabel:
- Q – runda eliminacyjna, 1/16, 1/8, 1/4, 1/2 – odpowiednia faza rozgrywek, Grupa – runda grupowa, 1r gr – pierwsza runda grupowa, 2r gr – druga runda grupowa, F – finał, R – runda, PO – play-off
- k. – rzuty karne, los. – losowanie, Dogr. – dogrywka, w. – zasada bramek strzelonych na wyjeździe

| Sezon   | Rozgrywki   | Runda | Klub                     | Dom | Wyjazd | Ogólnie |
| ------- | ----------- | ----- | ------------------------ | --- | ------ | ------- |
| 2019/20 | Liga Europy | 1Q    | CS Universitatea Craiova | 2–3 | 2–3    | 4–6     |

## Inne
- Sabah Baku
- Neftçi PFK
- Zirə Baku